# Kär i en ängel
"Kär i en ängel" är en balladlåt av den svenska popartisten Håkan Hellström, släppt som den andra singeln från albumet För sent för edelweiss den 21 maj 2008. Låten är tillägnad Hellströms sambo Nathalie Davet, som också omnämns i refrängen till låten. Singeln nådde som högst plats 51 på den svenska singellistan 2008. Singelns b-sida heter "Exile on Wollmar Yxkullsgatan", där Wollmar Yxkullsgatan är en gata på Södermalm i Stockholm.
En handnumrerad specialutgåva av singeln har släppts som 7"-vinyl, begränsad till 100 exemplar och med omslag tryckt på konstpapper. Dessa var signerade på baksidan av Hellström själv med ett litet hjärta till.

## Musikvideo
Det har gjorts en video, regisserad av Magnus Renfors, till låten 2008.

## Låtlista
1. "Kär i en ängel" (Håkan Hellström, Björn Olsson, Joakim Åhlund)  – 4:20
2. "Exile on Wollmar Yxkullsgatan" (Håkan Hellström, Björn Olsson) – 3:35

## Listplaceringar
| Lista (2008) | Topplacering |
| ------------ | ------------ |
| Sverige      | 51           |

### Fotnoter
1. ↑  Placeringar på den svenska singellistan. Läst 2011-08-18.